# FELIN

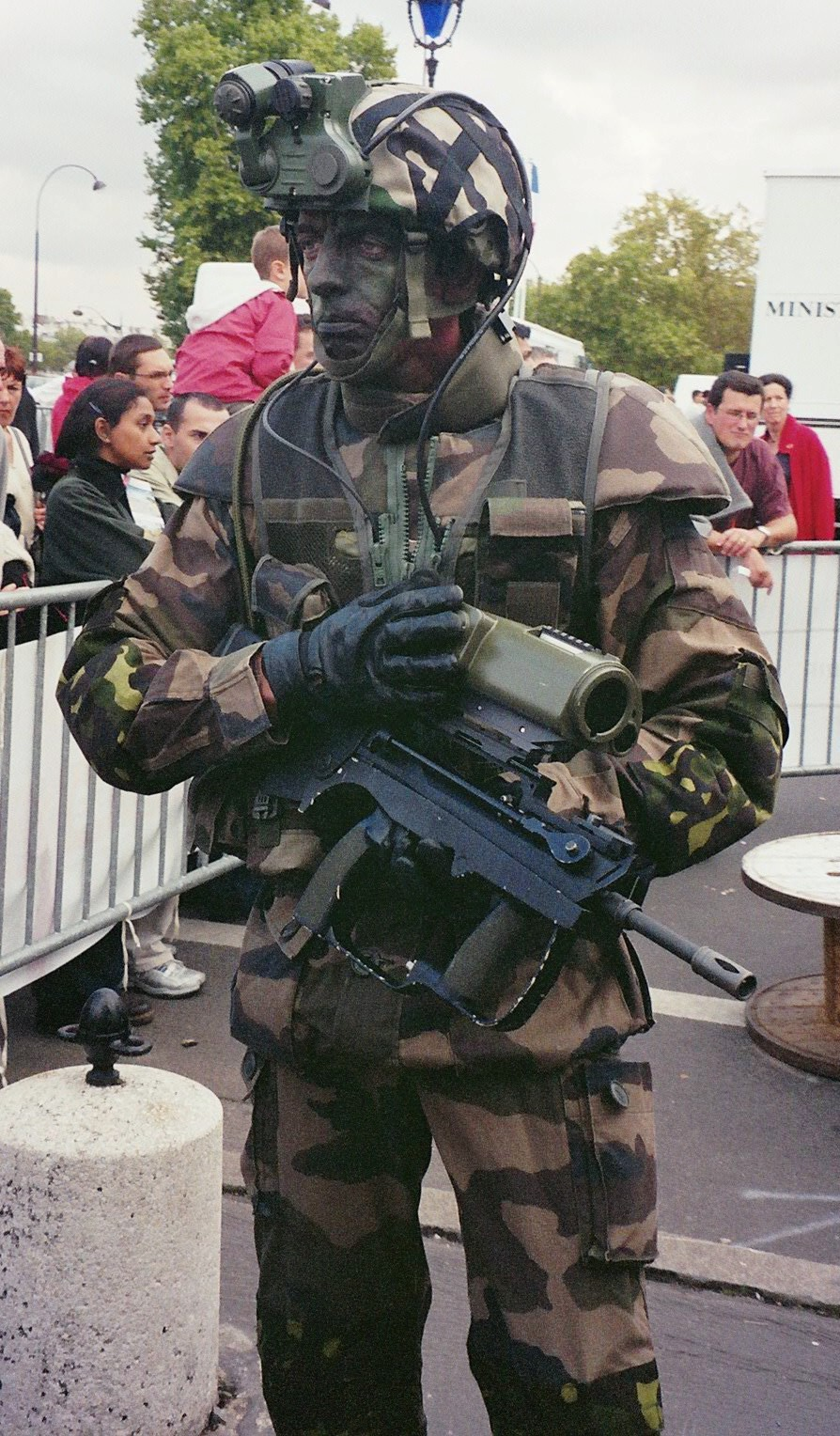
Військовослужбовець в екіпіровці FÉLIN, модифікація 2005 р.

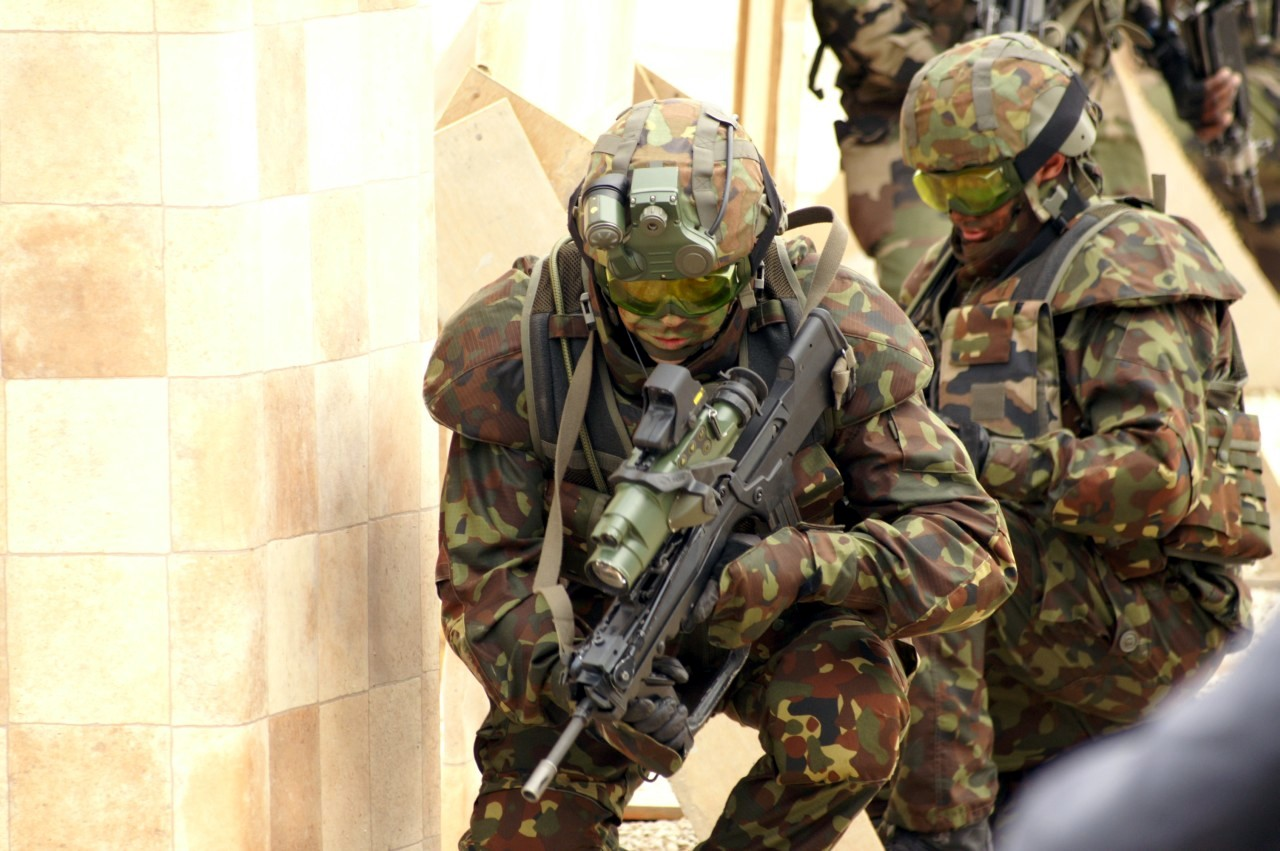
Деталі конструкції шолома FÉLIN, нашлемного пристрою і захисних окулярів. Розвинені наплічники.

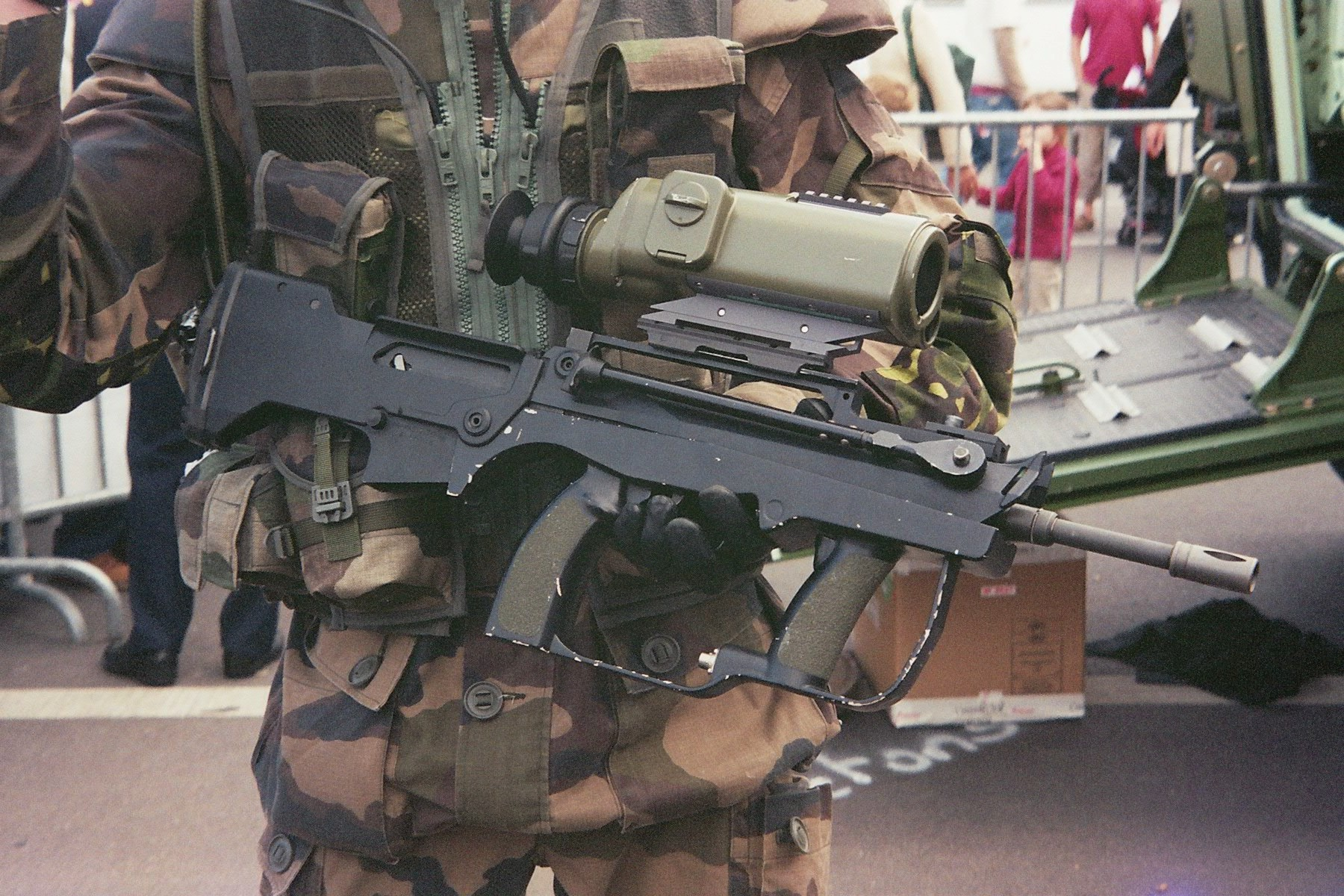
Рушниця FAMAS комплексу FÉLIN з електронним прицілом-далекоміром.

FELIN (фр. Fantassin à Équipements et Liaisons Intégrés) — французький комплект індивідуального екіпірування піхотинця, що відрізняється модульною конструкцією і відкритою архітектурою, так званий «комплект солдата майбутнього», розроблений та успішно протестований компанією Safran Electronics & Defense FÉLIN V1, яким планувалося до 2010 року екіпірувати 5045 військовослужбовців п'яти піхотних полків французької армії. При цьому  розроблена нова модифікація комплекту FÉLIN V2, початок виробництва  2015 рік.

## Склад комплекту
У комплект FÉLIN входить наступне устаткування:
- Захисне обмундирування з водовідштовхувальної, вогнетривкої тканини Kermel® VMC40 і Kermel® V50, що пропускає повітря і піт, яке при цьому відлякує кровосисних комах і маскує бійця в інфрачервоному спектрі. Обмундирування також включає засоби індивідуального броне захисту, заснованого на розвантажувальному жилеті у вигляді багатошарової тканинної броні, на який навішуються броне пластини комбінованої броні з керамікою[2], ранець з ємністю для питної води, а також місця для запасних магазинів і ручних гранат;
- Переносна електронна платформа, яка є основою комплекту FELIN, побудована на базі цифрового інтерфейсу FireWire і має відкриту архітектуру, що дозволяє включати в міру необхідності нові або додаткові зразки радіоелектронного устаткування;
- Особиста зброя представлена у трьох варіантах — автомат FAMAS F1, легкий кулемет FN Minimi і снайперська рушниця FR-F2. Уся зброя оснащена новими прицілами денного і нічного бачення, з удосконаленими засобами ціле вказування, а також малогабаритною відеокамерою. Рядові піхотинці використовують приціли з електрооптичними підсилювачами яскравості зображення «Clara», а командири підрозділів — інфрачервоні приціли. При цьому усі бійці можуть передавати відеозображення в режимі реального часу усередині мереж FELIN;
- Бойовий шолом компанії MSA Gallet[fr] на основі органо текстоліту із вбудованою системою зв'язку і оптоелектронною системою обробки і відображення інформації. Оптоелектронна система включає  камеру, що кріпиться до шолому, інформаційний OLED дисплей і комунікаційну систему для обміну інформацією між бійцями підрозділів. Система зв'язку побудовано на базі технології DECT. Шолом також має вбудовану захисну маску для використання у разі застосування супротивником зброї масового ураження і дозволяє бійцеві, не знімаючи її, приймати воду і їжу;
- Багатофункціональний бінокль JIM MR з неохолоджуваним тепловізорним каналом, безпечним для зору лазерним далекоміром і цифровим магнітним компасом.
- Індивідуальні засоби енергоживлення, що забезпечують роботу комплекту впродовж 24 годин.

## Характеристики
Військовослужбовці, екіпіровані FELIN, мають можливість постійно знати точне місцезнаходження своїх бойових товаришів і розташування супротивника, можуть вести вогонь по невидимій їм цілі (наприклад, не висовуючись, вести вогонь із-за рогу або з укриття). Також замість звичайних навушників використовуються навушники і мікрофони з можливістю вібрації. Такі навушники, наприклад, кріпляться на людині дещо нижче вуха і солдат сприймає інформацію від вібрацій, що впливають на виличну кістку і передаються потім на внутрішнє вухо носія, що дозволяє вести переговори, не підвищуючи голосу навіть при найсильнішому гуркоті бою. При цьому вага комплекту складає не більше 26 кг. Вартість комплекту — близько 45 тисяч доларів США.

## Ресурси Інтернету
- Вікісховище має мультимедійні дані за темою: FELIN
- The Indian Textile Journal. Sept.2008 [Архівовано 20 жовтня 2013 у Wayback Machine.]